# Adolphe Devin-Duvivier
Jean Adolphe Hippolyte Devin-Duvivier, conegut com Adolphe Devin-Duvivier, (Liverpool (Regne Unit), 22 de maig, 1827 - Còrdova (Illinois), 9 d'agost, 1907), va ser un compositor i professor de cant francès.

## Biografia
Fill d'Eugène Devin, professor de música, va seguir la seva família a Berlín quan només tenia 12 anys i va ser alumne de Siegfried Dehn, Theodor Kullak i Gottfried Weber. El 1847 va continuar els seus estudis al Conservatori de Música de París com a alumne de Fromental Halévy (composició), Ignaz Moscheles (piano) i Manuel Garcia (veu).
Professor de cant a la Royal Academy of Music de Londres del 1875 al 1891, va emigrar a Chicago el 1891, deixant enrere la seva dona i els seus dos fills, i hi va treballar com a professor de cant. Es va tornar a casar i després es va divorciar. De tercera dona, va tenir un fill nascut el 14 d'abril de 1901.
És l'autor de la música que acompanya nombrosos poemes i cançons, incloent textos de Victor Hugo, Théophile Gautier i Alphonse de Lamartine, així com composicions de música clàssica.
Està enterrat al cementiri de Cordova, Illinois.

## Obres
- Sense data : La Fleur mourante, melodia, lletra d'Émile Lambert
- Sense data : Le Chant du prisonnier, ballade, lletra de Ludwig Uhland, traduït al francès per Eugène Borel
- 1850 : L'Aube nait et ta porte est close !, serenata, lletra de Victor Hugo
- 1851 : Quatre melodies i un motet
- 1852 : Rêve du cœur, melodia, poesia de Charles Fournel
- 1852 : L'Enfant du Bon Dieu, romance, poesia de madame Deslongchamps
- 1852 : Mirage, caprici, poesia de Théophile Gautier
- 1852 : Au revoir !, idil·li
- 1852 : Ramez ! dormez ! aimez !, poesia de Victor Hugo
- 1852 : Adé ! Adé !, cant bohemi original per a piano. op. 9
- 1852 : Viens !, cant d'Amor, poesia de Alphonse de Lamartine
- 1860 : Le Pas d'armes du roi Jean, ballada per a cant i piano, poesia de Victor Hugo
- 1867 : Deborah, òpera-còmica en 3 actes d'après les Chroniques de la Canongate de Walter Scott, llibret d'Édouard Plouvier i Adolphe Favre, Théâtre-Lyrique imperial (14 gener)[4]
- 1868 : Résignation, poesia de Victor Hugo
- 1868 : L'Aube, lletra de Jules Noriac
- 1868 : Chanson des amours, poesia de Victor Hugo
- 1868 : L'Amour, poesia de Victor Hugo
- 1868 : Le Mois où l'on aime, poesia de Victor Hugo
- 1868 : Les Adieux de l'hôtesse arabe, poesia de Victor Hugo
- 1875 : Le Triomphe de Bacchus, pece per orquestra, Londres, novembre
- 1887 : Ave Maria